# Rivière (collier)
Pour les articles homonymes, voir Rivière (homonymie).
Une rivière est un collier constitué d'une ou plusieurs lignes de gemmes. En général, les joailliers n'utilisent qu'une sorte de gemme par bijou, et les pierres utilisées sont toutes de la même couleur et taillées de la même manière. Leurs tailles peuvent être identiques ou bien différentes, avec un effet de dégradé (petites, puis de plus en plus grandes jusqu'à une pierre centrale).
Les rivières sont portées depuis le XVIIIe siècle et sont à ce jour toujours populaires.

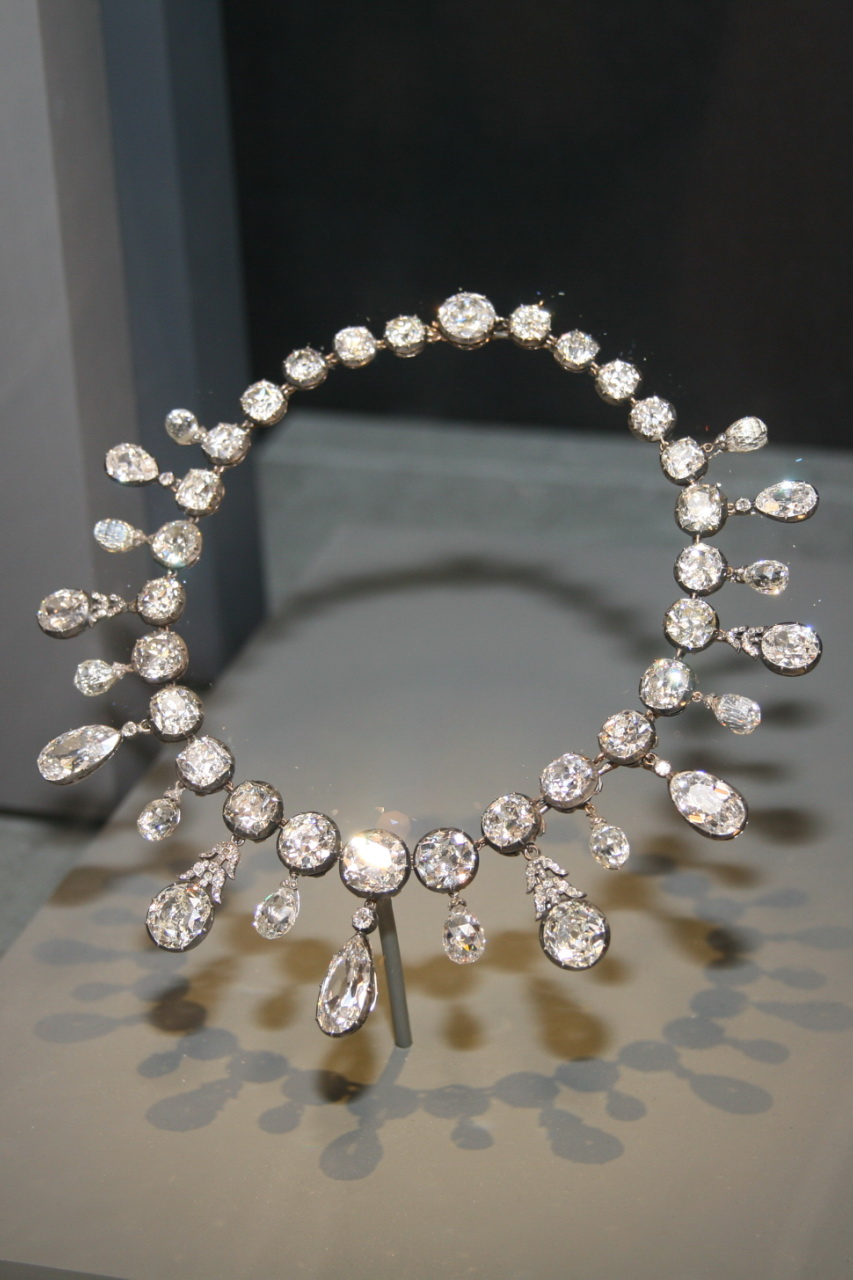
Rivière de diamants avec des pierres suspendues

## Description
Le nom  « rivière » est une image pour représenter cette addition longiligne de pierres qui donne l'impression que les gemmes ruissellent sur le cou. Ce type de bijou est généralement court, environ 35 centimètres.
Sur une rivière, l'argent, l'or ou le platine sont utilisés discrètement, l'effet visuel étant principalement dû à cette impression qu'il y a une coulée ininterrompue de gemmes autour du cou, idéalement ayant la même couleur et avec même taille (découpe).
On peut utiliser des diamants mais aussi des pierres plus colorées. Certaines pierres peuvent être suspendues à la rivière. Durant le XIXe siècle, les rivières étaient conçues avec deux ou trois lignes de gemmes, en lieu et place d'une seule,.

## Histoire

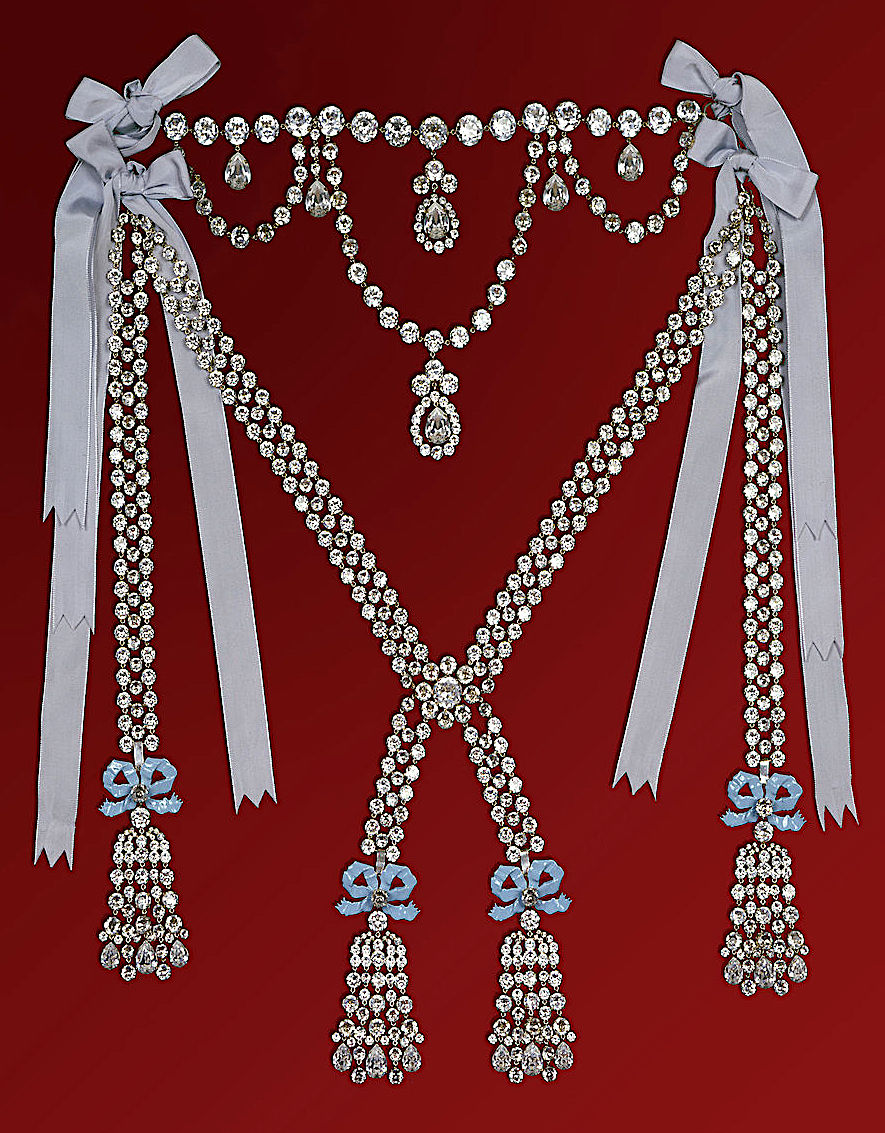
Reproduction du « collier de la reine ».

La rivière devient populaire au XVIIIe siècle. Dans les premières réalisations de rivières, les pierres sont enchâssées dans des montures à fond fermé enfilées sur une petite cordelette ou un ruban. Au XIXe siècle, le sertissage des pierres à l’aide de griffes ou de collets s'est généralisé. De cette manière, l'arrière des pierres n'est pas recouvert, ce qui permet une meilleure réflexion de la lumière, et donc un meilleur éclat. Les rubans en tissu et les cordelettes disparaissent ensuite, les pierres étant reliées comme les maillons d’une chaîne,.
Au XVIIIe siècle, une brève mode valorise l'utilisation de pierres de différentes couleurs. Un exemple célèbre de rivière est le collier de la reine Marie-Antoinette,.